# 1284 w polityce

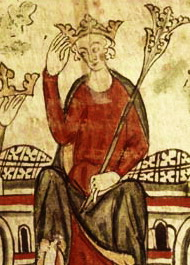
Edward II

Wydarzenia polityczne w 1284 roku.

## Wydarzenia
- 19 lutego zjazd Przemysła II i Leszka Czarnego[1][2].
- Henryk IV Probus najechał Wielkopolskę[2].
- Bitwa pod Melorią - flota genueńska pokonała pizańską[3][4][5][2].

## Urodzili się
- 25 kwietnia Edward II, król Anglii[6][7].

## Zmarli
- 4 kwietnia Alfons X Mądry, król Kastylii i Leónu[8][9][10].
- 19 sierpnia Alfons Plantagenet, syn Edwarda I Długonogiego[11].